# Телепатія

При телепатії в нервових системах відтворюються ідентичні процеси

Телепа́тія (грец. τῆλε — далеко, грец. πάθος — відчуття) — гіпотетичне психологічне явище передавання на відстані думок, почуттів однієї людини іншій без задіяння відомих органів чуття, слів, письмових знаків або інших сигналів. При телепатії в нервовій системі однієї людини відтворюються процеси, ідентичні таким процесам в нервовій системі іншої людини.

## Характеристики телепатії
Виділяється чуттєва і мислима телепатія. При чуттєвій телепатії в нервовій системі однієї людини відтворюються почуття іншої. При мислимій в нервовій системі об'єкта відтворюються процеси, що ведуть до утворення у свідомості звукових і зорових відчуттів, ідентичних відчуттям іншої людини. Людей, які володіють телепатією, прийнято називати телепатами. Телепатія вважається найпоширенішим парапсихологічним явищем. До її буденних проявів відносять дистанційний зв'язок між матір'ю і дитиною чи люблячими людьми, за якого вони відчувають стан одне одного без очевидних засобів комунікації.

## Історія досліджень
Термін «телепатія» був уперше вжитий в 1882 році Фредеріком Вільямом Генрі Майєрсом, одним із засновників британського Товариства психічних досліджень. У 1894 Френк Подмор видав книгу «Явища і передача думок: дослідження свідчень телепатії», де стверджував, що довів існування телепатії експериментально. Вільям Крукс, хоча й не вживав терміна «телепатія», ще в 1874 оприлюднив свої досліди в «Дослідженнях феномена спіритизму», де описував телекінез і передачу думок. Їх підґрунтям Крукс вважав певні «ефірні хвилі». Збором письмових та усних свідчень телепатії займалися Шарль Ріше та Каміль Фламаріон. В 1876 році Вільям Беррет зробив доповідь для Британської асоціації поширення наук, де відстоював реальність телепатії. У 1881 він опублікував статтю, де обґрунтовував передачу думок термодинамічними явищами та явищами розсіювання світла.
Бернард Кажинський проводив з 1910-х років експерименти з навіювання думок тваринам і описав це як «біологічний радіозв'язок», порівнявши клітини організму з радіо. У 1940 році Ганс Бергер, спираючись на дослідження електричної активності мозку, також припустив, що електромагнітні поля можуть забезпечувати зв'язок між віддаленими особами, подібно до радіо. Володимир Бахтерєв припускав, що можливості мозку можливо розширити пристроями, зокрема можливості до комунікації, створивши за допомогою радіотелеграфу телепатію. Подібної позиції дотримувався Джозеф Ліклайдер, прогнозуючи злиття в майбутньому людського тіла з машинами. Леонід Васильєв у 1960-і досліджував телепатію як спосіб комунікації за участю невідомих органів чи засобів. Євген Золотов розумів телепатію як комунікацію за допомогою магнітних полів біологічного походження і створив у 1967 році рукописний підручник з тренування телепатії.
Реалізація телепатії вбачається у людино-машинній взаємодії, коли зовнішніми датчиками чи імплантатами зчитується активність головного мозку, інтерпретується як відчуття чи наміри та передається через імплантати в інший мозок. Так, у 2004 році каліфорнійським Дослідним центром НАСА ім. Еймса створила комп'ютерну програму, що зчитувала з датчиків сигнали, які надсилаються головним мозком язику, горлу і голосовим зв'язкам. Це дозволяло передбачати що скаже людина до того, як вона виразить думку словами. У 2007 році було здійснено експеримент з розпізнання бажань і намірів людини за допомогою апарату магнітно-резонансної томографії, коли шляхом сканування активності мозку фіксувалося які нейрони активізуються.

## Телепатія в фантастиці
Телепатія є поширеною темою в фантастиці, як науковій, так і фентезі. Телепатія може описуватись природним або набутим способом комунікації людей чи інших істот, надприродною здатністю, засобом впливу на розум.
Популярність теми телепатії в фантастиці різко зросла з творами Джона Вуда Кемпбелла в 1950-і в журналі «Astounding Science-Fiction». Його послідовниками стали Генрі Кеттенер (наприклад, роман «Мутант», 1953), Джордж Олівер Сміт («Приховані шосе», 1955), Джон Віндем («Переродження», 1955), Альфред Бестер («Руйнівник», 1952), Теодор Стерджон («Більше, ніж людина», 1953). До цього в 1940 в романі «Слан» до теми телепатії звертався Альфред ван Вогт, описуючи нову генерацію людей-телепатів, що протистоїть звичайним людям.
Телепатія стала поширеною темою в час Холодної війни з огляду на розвиток засобів стеження і шифрування. Відомими фантастами, що писали на цю тему, були Стівен Голдін («Політ розуму», 1978), Деніел Кіз Моран («Смарагдові очі», 1988), Герберт Баркголз («Делікатні», 1987; Дивні наложниці, 1988).
Тема телепатії посідає важливе місце в медіафраншизах «Зоряний шлях» і «Вавилон 5», де слугує для відчуття стану на відстані та спілкування між іншопланетянами та деякими здібними людьми.